# Silverpoppelsdvärgmal
Silverpoppelsdvärgmal, Ectoedemia turbidella, är en fjärilsart som först beskrevs av Philipp Christoph Zeller 1848.  Silverpoppelsdvärgmal ingår i släktet Ectoedemia, och familjen dvärgmalar, Nepticulidae. Enligt den finländska rödlistan är arten starkt hotad i Finland. Arten är reproducerande i Sverige. Artens livsmiljö är parker, gårdsplaner och trädgårdar. Inga underarter finns listade i Catalogue of Life.

## Bildgalleri

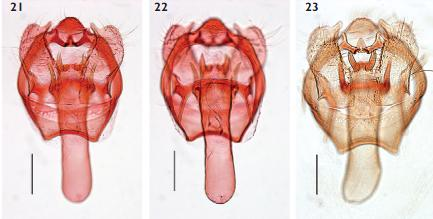
Genitaliepreparat hane
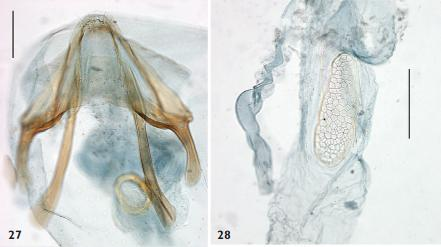
Genitaliepreparat hona
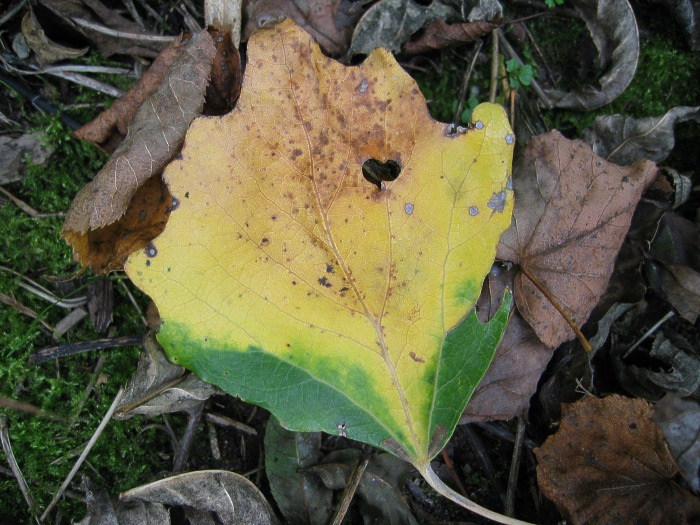
Mina